# بضعة (المخادر)

تعديل مصدري - تعديل

بضعة هي إحدى قرى عزلة بضعة بمديرية المخادر التابعة لمحافظة إب، بلغ تعداد سكانها 990 نسمة حسب تعداد اليمن لعام 2004.